# Абу-Баллас
Абу Баллас — археологический памятник в Ливийской пустыне Египта. Он находится примерно в 200 км (120 миль) к юго-западу от оазиса Дахла и состоит из двух изолированных конусов из песчаника в плоской пустыне. Оба холма покрыты египетской керамикой. В начале 20-го века эти сосуды часто хорошо сохранились, но сегодня — из-за современного туризма — сильно разрушены. Памятник был обнаружен в 1918 и 1923 годах. Более поздние исследования были проведены в последние годы.
Район дал название геологической формации Абу-Баллас.

## Неолитическое исследование
Ученые предполагают, что территория Абу-Баллас была заселена примерно с 8700 до 5700 лет до н. э. Они винят в этом экологические условия, которые стали причиной внезапного прекращения человеческой деятельности.

## Тропа Абу Баллас
Природа этого места долгое время оставалась загадкой. Более поздние исследования показали, что это место было станцией на древней пустынной дороге, называемой тропой Абу-Баллас, которая соединяла оазис Дакла с Гильф-Кебиром и Габаль эль-Увейнатом. Некоторые исследователи утверждают, что Абу-Баллас был вехой древнеегипетского торгового пути в Центральную Африку или для разведки полезных ископаемых. Место было установлено в конце Древнего царства или в начале Первого переходного периода, когда некоторые власти решили организовать склады снабжения на дороге в пустыне. Абу-Баллас был одним из крупнейших. Помимо керамики, там были обнаружены некоторые наскальные рисунки, каменные орудия и даже доска для игры в сенет, выгравированная на камне. Поблизости нет источников воды, очевидно, вся вода и еда привозились сюда из оазиса Дакла на ослах. Скорее всего, люди жили здесь только в течение коротких периодов времени. Пустынная дорога в основном использовалась в конце Древнего царства и в меньшей степени во Второй переходный период и в Новом царстве.